# Irina Łaszko
Irina Jewgienjewna Łaszko (ros. Ирина Евгеньевна Лашко) także Irina Furler (ur. 25 stycznia 1973 w Kujbyszewie) – skoczkini do wody. Trzykrotna medalistka olimpijska.
Brała udział w pięciu igrzyskach (IO 88, IO 92, IO 96, IO 00, IO 04), na trzech zdobywała medale. Reprezentowała ZSRR, WNP, Rosję i Australię. W Barcelonie i Atlancie była druga w indywidualnej rywalizacji na trzymetrowej trampolinie, w 2004 w skokach synchronicznych. Pięciokrotnie zdobywała medale mistrzostw świata: srebro w 1991 (ZSRR, trampolina 3 m), dwa złota dla Rosji w 1998 (trampolina 1 m i trampolina synchronicznie) oraz złoto (2003: trampolina 3 m) i srebro (2001: trampolina 3 m) dla Australii. Ma w dorobku również medale mistrzostw Europy (m.in. złoto w 1991 na trampolinie trzymetrowej) i - po otrzymaniu australijskiego obywatelstwa - Igrzysk Wspólnoty Brytyjskiej (w 2002 złoto w trampolinie 1 i 3 metrowej).